# Émerson Carvalho da Silva
Émerson Carvalho da Silva (Bauru, 5 de janeiro de 1975) é um ex-futebolista brasileiro que atuava como zagueiro.

## Carreira
Teve uma ótima e longa passagem pela Portuguesa, onde foi vice campeão do Brasileirão de 1996 e semifinalista do Paulistão de 1998, chegando a ser convocado para a seleção brasileira em 2000 pelo técnico Vanderlei Luxemburgo. Foi o último jogador da Portuguesa a defender a Seleção Brasileira principal, na partida Brasil 5x0 Bolívia, disputada em 3 de setembro de 2000 no Estádio do Maracanã válida pelas Eliminatórias da Copa do Mundo de 2002.[carece de fontes?]

## Títulos
Paraná
- Campeonato Paranaense: 2006[1]

São Paulo
- Supercampeonato Paulista de Futebol de 2002[1]